# Diebold Krug
Pour les articles homonymes, voir Krug.
Diebold Krug est un orfèvre actif à Strasbourg au milieu du XVIe siècle.

## Biographie
Les Krug figurent parmi les principaux orfèvres strasbourgeois du XVIe siècle, formant une véritable dynastie qui perdure jusqu'au XVIIIe siècle. 
Issu d’une famille d’orfèvres nurembergeois, Erasmus Krug, le chef de cette dynastie, se fixe à Strasbourg et acquiert le droit de bourgeoisie grâce à son mariage avec Jacobea Spielmann en 1506. Le couple a au moins deux fils, Erasmus, l'aîné, et Diebold.
Comme en témoigne la table d'insculpation, Diebold est reçu maître en 1545.
Diebold se marie deux fois, en 1547 avec Richardis Stindler à l'église Saint-Pierre-le-Vieux, puis en 1561 avec Apolonia Werler à l'église Saint-Thomas, deux églises luthériennes strasbourgeoises.
Parallèlement à leur activité artistique, les deux frères Erasmus et Diebold Krug s'intéressent aussi à l'exploitation minière, mais se heurtent à d'importantes difficultés financières qui mettent fin à leur projet.

## Œuvre

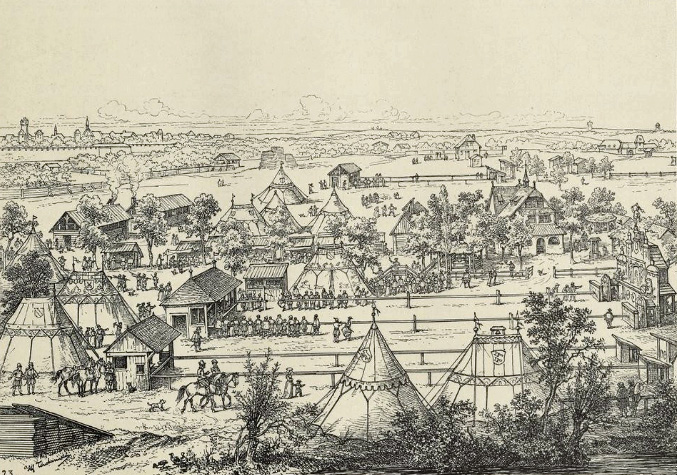
Le Grand Tir de 1576 au Schiessrain par Alfred Touchemolin (1895).

En 1566 Diebold, qui s'adonne aussi à la fonte du bronze, décore la fontaine des Arquebusiers au Schiessrain, l'ancien champ de tir que le maréchal de Contades a transformé deux ans plus tôt en promenade et fait planter d'arbres – devenu au XIXe siècle l'actuel parc des Contades.
Son contemporain, le chroniqueur Balthasar Ludwig Kunast, décrit l'érection du monument en ces termes : « 1566 ist der springbrunnen auf dem Armbrustrain mit vielen von erz gegossenen rörlin und bildchen, so Diebold Krüge ein burger und gold- schmiedt verfertigt und auf sonntag 5 maii hat zum ersten mal wasser daraus springen lassen»,. En susbstance : « le 5 mai 1566 on inaugura au champ de tir une fontaine avec de nombreux tuyaux et figurines ».
Mais Diebold Krug est avant tout orfèvre. Sa marque est une petite cruche (Krug = « cruche » en allemand).
Le musée de l'Œuvre Notre-Dame de Strasbourg détient de lui un gobelet en vermeil (avant 1567) et un broc en argent doré et serpentinite (après 1567). Celui-ci est ciselé de cuirs et de têtes d'enfants. L'anse est décorée d'un torse de femme. Sur le couvercle figure l'inscription : « EGO SUM VIA VERITAS ET VITA » TC 14.

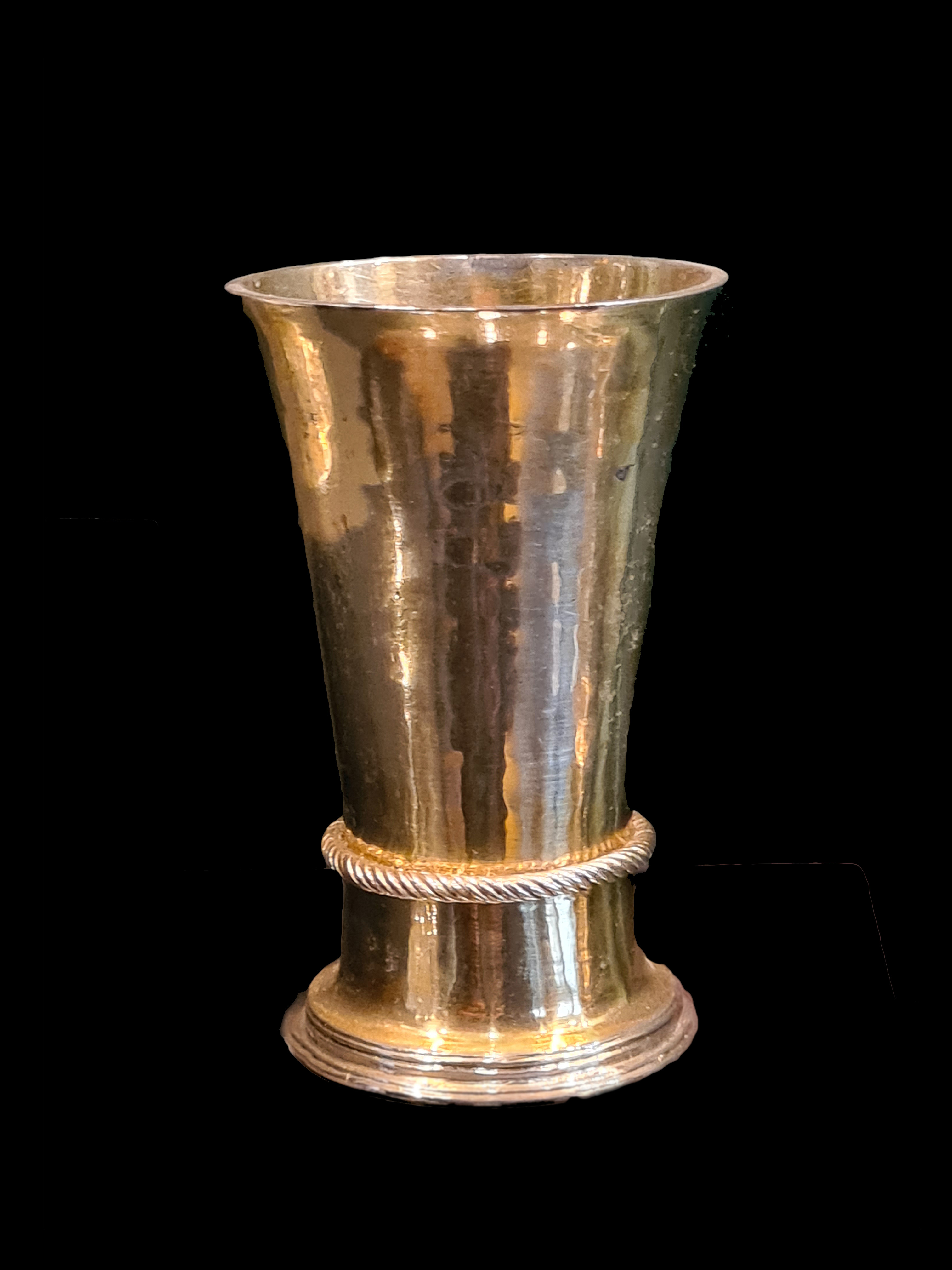
Gobelet en vermeil.
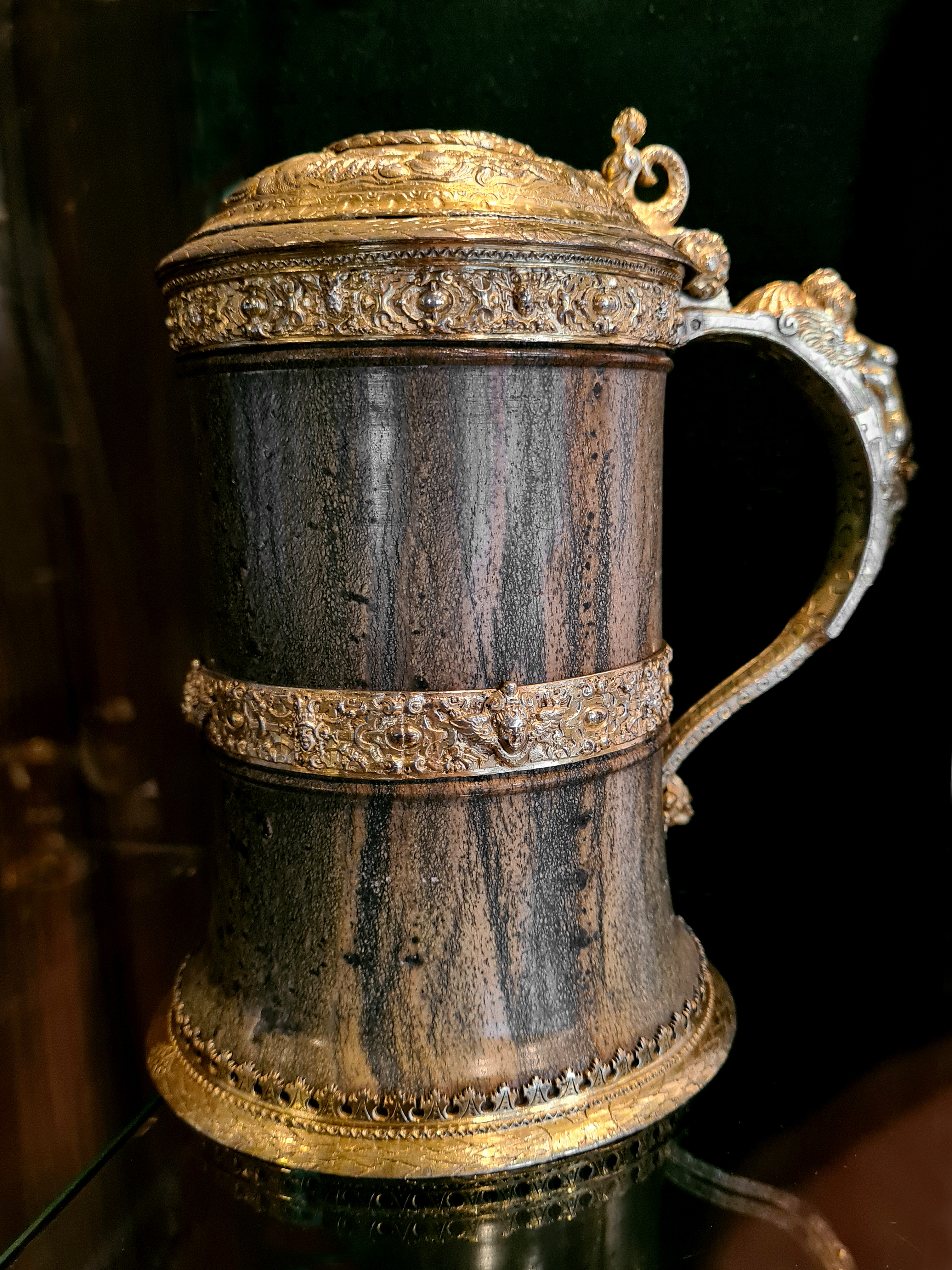
Broc en serpentinite et vermeil.
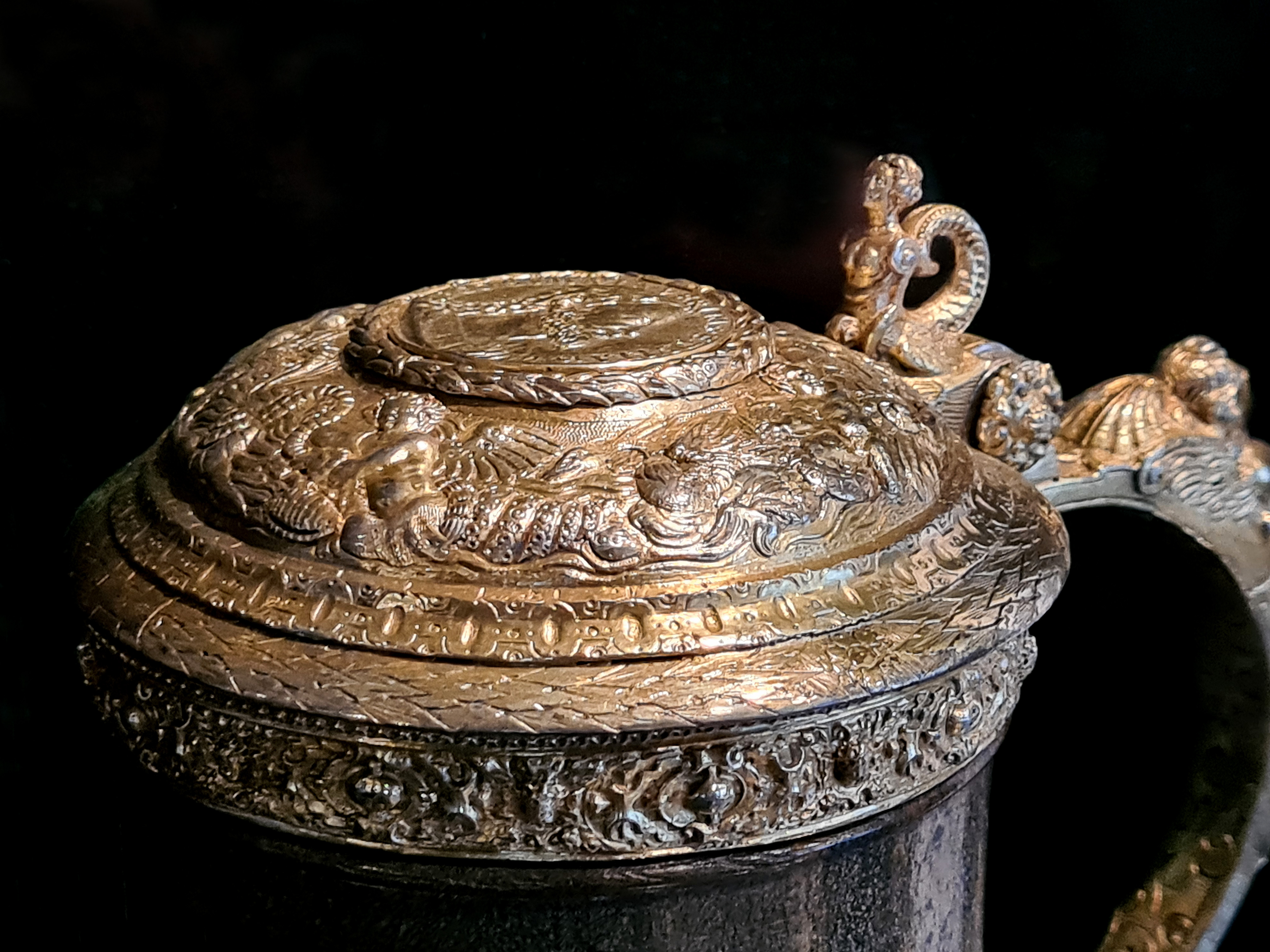
Broc (couvercle en vermeil).

Urne en argent doré et cristal de roche.
Château de Skokloster

Le Victoria and Albert Museum conserve une chope en argent doré, cristal de roche et agate, réalisée à Strasbourg vers 1575. Elle a été achetée à Jacques Kugel à Paris en 1984 et prêtée par la Rosalinde and Arthur Gilbert Collection au V&A.

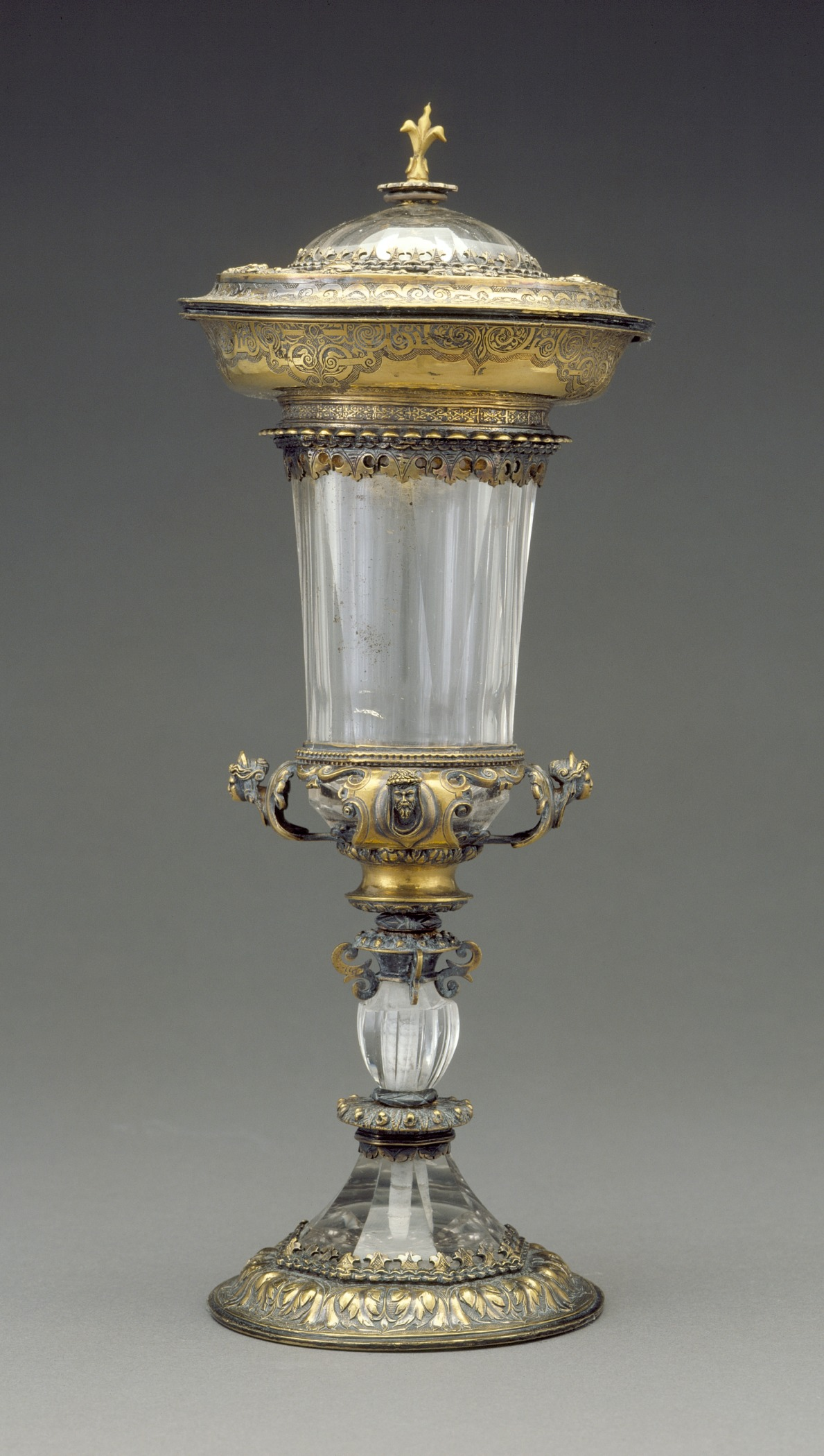
Coupe couverte en argent doré et cristal de roche
Musée d'Art du comté de Los Angeles.

D’autres pièces sont conservées au château de Skokloster en Suède, ainsi qu'à Stuttgart (Staatliche Kunstsammlungen). 
Le musée d'Art du comté de Los Angeles détient une coupe couverte en argent doré et cristal de roche, faite à Strasbourg vers 1560.
L'une de ses œuvres les plus originales — la seule coupe en forme d'animal connue de Strasbourg — est une coupe en argent doré en forme d'ours assis sur ses pattes arrière et tenant une poignée de fruits dans sa patte gauche. Sa tête est amovible. Son collier est relié à une chaîne se terminant par un anneau. La date de sa réalisation est estimée entre 1570 et 1580. La pièce appartient à une collection particulière.